# کیهو کاهوانوی
کیهو کاهوانوی (انگلیسی: Keahu Kahuanui؛ زادهٔ ۷ اوت ۱۹۸۶) یک هنرپیشه اهل ایالات متحده آمریکا است.
از فیلم‌ها یا برنامه‌های تلویزیونی که وی در آن نقش داشته است می‌توان به تین ولف اشاره کرد.